# Ружно паче (ТВ серија)
Ружно паче (шп. Patito feo) аргентинска је теленовела, снимана током 2007. и 2008. године.
У Србији прва сезона серије је приказивана током 2015. и 2016. године на ТВ Ултра.

## Синопсис
Патрисија Кастро има 13 година и сви је зову Ружно Паче. Живи са својом мајком Кармен у градићу на југу Аргентине и иако њих две једва састављају крај са крајем, срећне су и воде живот испуњен хармонијом. Једино што Пачету не да мира јесте истина о њеном пореклу, коју Кармен љубоморно чува, не желећи да јој открије ко је њен отац. Током једног лета, Паче упознаје Матијаса, момка из Буенос Ајереса, који је на одмору у њеном граду. Иако се заљубљује у њега на први поглед, девојчица мисли да је он недостижан за њу, али ствари се мењају након неког времена, када са мајком неочекивано мора да отпутује у аргентинску престоницу. Судбина им је тамо припремила изненађење, с обзиром на то да ће обе срести припаднике јачег пола за којима уздишу - у Карменин живот поново ће ући Леандро, њена љубав из младости и отац њене кћери, док ће Патито срести Матијаса. 
Међутим, обе везе су, бар на први поглед, осуђене на пропаст - Леандро је на корак до венчања са лажљивом Бланком која је на превару освојила његово срце. С друге стране, Матијас уздише за Бланкином кћерком Антонелом - слатком, али хировитом девојком. Иако је Кармен планирала да у Буенос Ајересу проведе само једну недељу, принуђена је да промени планове, када се испостави да Пачетови резултати лекарских анализа нису баш најбољи. Девојчица онда мора у болницу, а управо тамо се Кармен и Леандро срећу након четрнаестогодишње раздвојености. 
Леандро је у ствари власник престижне приватне клинике, а када непознати лопови украду Кармен све ствари, управо ће јој он пружити сву неопходну помоћ и финансирати Пачетово лечење. Штавише, управо ће он бити лекар који ће је лечити и тако почети да се зближава с њом, несвестан да му је то кћерка. 
Он јој омогућава да упише престижну уметничку школу, на чијем је челу његова мајка, а њена бака Инес. Тамо се, по идеји професора Чича, формирају две музичке групе, које треба да представљају школу на једном такмичењу. С једне стране, ту су „Богиње“, које предводи Антонела, а са друге стране „Популарне“, у које је „упало“ Паче. Док машта о томе да постане позната певачица, схватајући да је бина њен живот, Паче ће се борити за Матијасову љубав и наклоност, истовремено покушавајући да открије ко јој је отац, несвесна да је он ближе него што мисли...

## Сезоне
| Сезона | Сезона | Број епизода    | Приказивање у Аргентини                | Приказивање у Србији                           |
| ------ | ------ | --------------- | -------------------------------------- | ---------------------------------------------- |
|        | 1      | 155 (1 — 155)   | 10. април 2007 — 14. децембар 2007. () | 21. септембар 2015 — 25. фебруар 2016. (Ултра) |
|        | 2      | 110 (156 — 265) | 23. април 2008 — 3. новембар 2008. ()  | —                                              |

## Глумачка постава

### Породица Дијаз Риварола Кастро/Хинобили
| Глумац:             | Улога:                                        |
| ------------------- | --------------------------------------------- |
| Лаура Ескивел       | Патрисија Дијаз Риварола Кастро (Паче)        |
| Хуан Дартес         | Леандро Дијаз Риварола                        |
| Гриселда Сићилијани | Кармен Кастро де Дијаз Риварола               |
| Марсела Лопез Реј   | Инес де Дијаз Риварола                        |
| Роберто Дела Диа    | Хоакин Дијаз Риварола Кастро                  |
| Николас Дагостино   | Франциско "Чичо" Хинобили / Еухенио Баркароли |
| Кристина Бертови    | Ана Хинобили                                  |

### Породица Ламас Бернарди
| Глумац:               | Улога:                          |
| --------------------- | ------------------------------- |
| Бренда Асникар        | Антонела Ламас Бернарди         |
| Брајан Вејнберг       | Факундо Ламас Бернарди          |
| Глорија Кара          | Бланка Бернарди                 |
| Карлос Иса            | Роберто Ламас                   |
| Маријас Але           | Фито Бернарди                   |
| Фабијана Гарсија Лаго | Сокоро Бернарди                 |
| Мими Арду             | Сусана Хибелес Агуберт де Ламас |

### Тим „Популарне“
| Глумац:               | Улога:                  |
| --------------------- | ----------------------- |
| Телма Фардин          | Хосефина Белтран        |
| Ева де Доминиси       | Тамара Валијенте        |
| Марија Сол Берекоећеа | Белен Хуарез / Демини   |
| Гастон Софрити        | Матијас Белтран         |
| Николас Сувирија      | Алан Луна               |
| Николас Торкановски   | Сантијаго Пеп           |
| Родриго Велиља        | Фелипе Санчез           |
| Хуан Мануел Гилера    | Гонзало Молина / Мартин |

### Тим „Богиње“
| Глумац:                | Улога:                 |
| ---------------------- | ---------------------- |
| Камила Оутон           | Пија Санети            |
| Камила Салазар         | Катерина Алманзи       |
| Никол Луис             | Лусијана Мендитеги     |
| Ванеса Габријела Леиро | Мартина Кастро Крелиси |
| Сатијаго Таљедо        | Гидо Леинез            |
| Андрес Хил             | Бруно Молина           |
| Оливија Молина         | Фелиситас Олга         |
| Бренда Чичловски       | Венди                  |
| Хулија Мидлтон         | Гуадалупе Сорија       |
| Калу Риверо            | Ема Тејлор             |

### Остали
| Глумац:               | Улога:                              |
| --------------------- | ----------------------------------- |
| Вирхинија Кауфман     | Ашелен                              |
| Рубен де ла Торе      | Естебан Кито                        |
| Вивијан Ел Хабер      | Дориња                              |
| Мартин Боси           | Поло                                |
| Силвија Јори          | Петрона Гонзалез                    |
| Родриго Гирао Дијаз   | Николас                             |
| Дијего Рамос          | Андрес Оливеири / Федерико Оливеири |
| Вероника Виејра       | Франциска                           |
| Елијана Гонзалез      | Барбара Серано Родригез (Барби)     |
| Хулио Лопез           | Леополдо                            |
| Паула Роблес          | Ана                                 |
| Паула Дићело          | Анхела                              |
| Мануел Вирц           | Ернан                               |
| Лусија Окампо         | Линда                               |
| Флоренсија Ортиз      | Емилија Ескобар                     |
| Лусијано Касерес      | Херман                              |
| Патрисија Соријано    | Консуело                            |
| Гиљермо Маркос        | Педро Ачавал                        |
| Лусијано Руиз         | Лукас Ветарани                      |
| Леонел Делуђо         | Вини                                |
| Дијего Треу           | Хосе                                |
| Лукас Веласко         | Ринго                               |
| Валентин Виљафање     | Дамјан                              |
| Франциско Верарди     | Емануел                             |
| Сантијаго Гомез       | Мануел Бенитез                      |
| Марсело Соаве         | Игнасио Бенитез                     |
| Кристијан Белграно    | Камило Бенитез                      |
| Марија Еухенија Бонел | Лаура Белтран                       |
| Габријел Галиндез     | Роберто Белтран                     |
| Силвина Акоста        | Лурдес Санети                       |
| Далија Елнекаве       | Дијана Демини                       |
| Гидо Далбо            | Едуардо                             |
| Мануел Молина         | Мануел Молина                       |
| Анабел Ћерубито       | Мајо                                |